# Coelogyne nervosa
Coelogyne nervosa är en orkidéart som beskrevs av Achille Richard.
Coelogyne nervosa ingår i släktet Coelogyne och familjen orkidéer. Inga underarter finns listade i Catalogue of Life.

## Bildgalleri

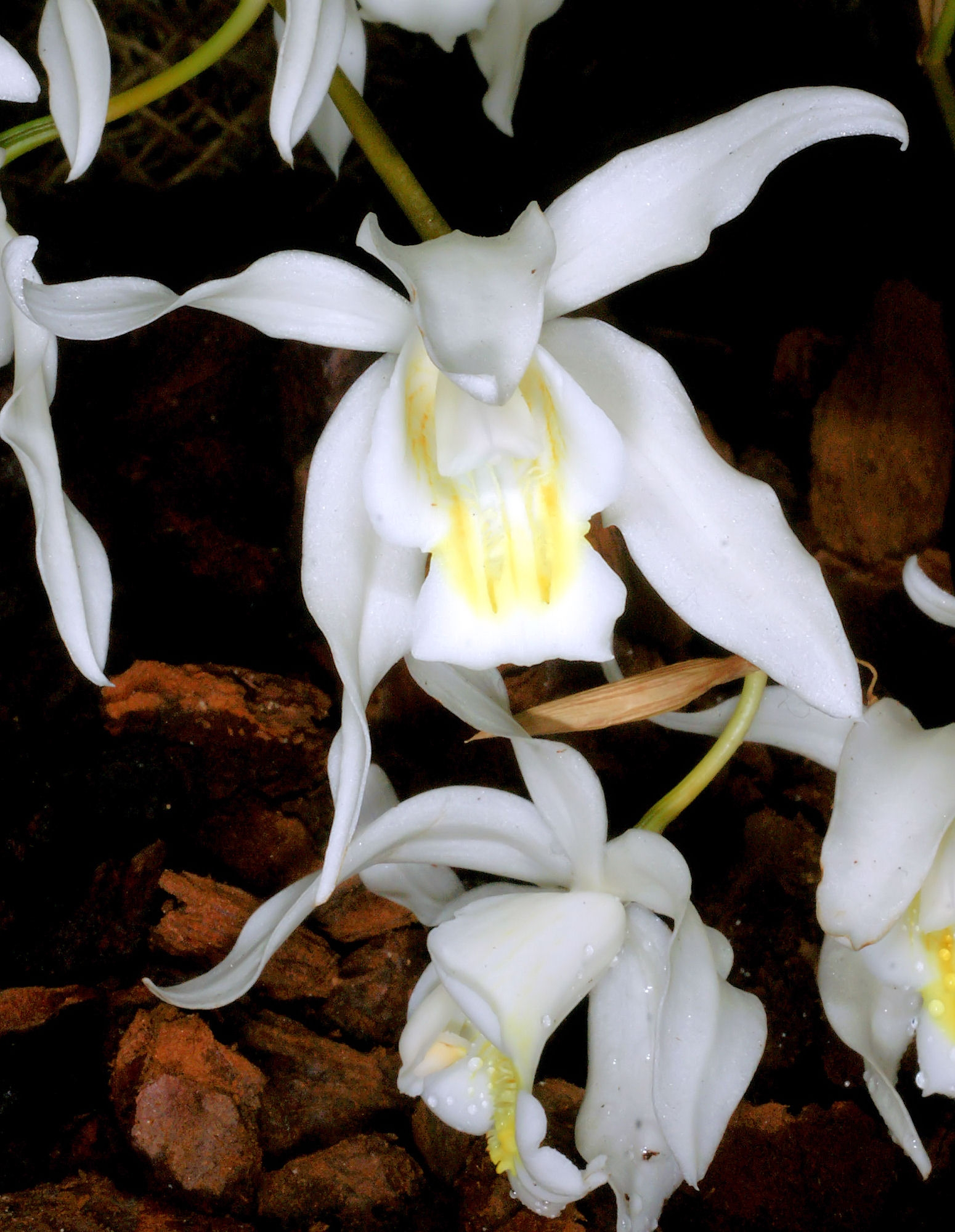